# 修武崇通联合县
修武崇通联合县，中国旧县名。
湘鄂赣苏区设。1933年由江西省修水、武宁与湖北省崇阳、通山四县析置。以四县首字为名。1936年春撤销，仍归各县。